# 読楽
『読楽』（どくらく）は、徳間書店発行の月刊小説誌。1967年10月創刊の『問題小説』（もんだいしょうせつ）の後身。2012年1月号よりリニューアル・新創刊された。2016年1月号より頒価形式の文芸雑誌（PR誌）へリニューアル。2023年6月号より紙版の刊行を停止し、それまでも発売していた電子書籍版のみでの発行となった。

## 『問題小説』創刊から
アサヒ芸能出版株式会社が徳間書店と合併した1967年10月に、『別冊アサヒ芸能 問題小説特集』（1967年12月号）として発刊した。キャッチコピーは「男のためのセンセーショナル小説集」で、発行部数は11万3千部。創刊号の内容は、小説では巻頭に梶山季之、他に清水一行、北原武夫、近藤啓太郎、山田風太郎、大藪春彦、生島治郎など。連載劇画に小島剛夕、多湖輝と佐野洋の対談、大森実や五島勉らのルポ、ドキュメントなど。当初は季刊の予定だったが、売れ行きがよかったため隔月刊となり、第5号となる1968年6月特大号から誌名を『問題小説』として月刊となった。
同時期に多くの中間小説誌が創刊されて消えていった中で、大手の『オール讀物』『小説新潮』『小説現代』に続いて生き残った。部数は最高時で33万部にまで伸びるが、その後は20万部程度となる。長編の一挙掲載などを特徴としている。1975から1976年に一挙掲載した西村寿行『君よ憤怒の河を渉れ』、『娘よ、涯なき地に我を誘え』（後に『犬笛』に改題）はベストセラーとなって、映画化もされた。
中間小説誌、成人男性向けのエンターテイメント誌として、官能小説、推理小説、アクション小説、ビジネス小説、時代小説などを中心に掲載していた。
2012年に「新装刊」としてリニューアルされてからは、女性や若年層にもターゲットを広げている。

## 増刊号など
- 1979年、『問題小説SPECIAL SFアドベンチャー』創刊。
- 1980年、『問題小説SPECIAL 瑠伯 LUPIN』創刊。
- 「問題小説増刊号」として、
  - 「戦後小説 性の系譜」1971年
  - 「西村京太郎読本」1985年
  - 「追悼特集 大藪春彦の世界」1996年
  - 「赤川次郎読本 問題小説SPECIAL ルパン」1983年

## 新人賞等
- 1975年から1979年まで「問題小説新人賞」を開催した。選考委員は、宇能鴻一郎、菊村到、陳舜臣、筒井康隆と編集長の5名。

受賞リスト
1. 1975年 栗栖喬平「秋の鈴虫」、稲角良子「終審」
2. 1976年 喜多唯史「星空のマリオネット」、津山紘一「13」、土門冽「東京のカナダっぺ」
3. 1977年 島野一「朱円姉妹」、川ゆたか「小説・エネルギー試論」
4. 1978年 今野敏「怪物が街にやってくる」
5. 1979年 峰隆一郎「流れ灌頂」

- 1999年から開始された大藪春彦賞は、『問題小説』誌上で発表される。

## 主な掲載作品
- 三好徹「迷子の天使」1968年1月号（天使シリーズ第1作）
- 中薗英助「小説円投機」1978年 - 1979年
- 山田風太郎「人間臨終図巻」1978年9月号 - 1987年2月号
- 船戸与一「運河の流れに」1985年1月号、「巣窟の鼠たち」1985年7月号、「銃器に自由を」1985年10月号（「東京難民戦争」、未完）
- 隆慶一郎「風の呪殺陣」1986年10月号 - 1987年1月号
- 佐高信「喜怒哀楽のうた」1996年2月号 - 2000年12月号
- 石田衣良「ブルータワー」2002年1月号 - 2004年9月号

## 関連書籍
- 問題小説創刊30周年記念として問題小説傑作選と題して徳間文庫から9巻を刊行。
  - 「かくも美しきエロス - 問題小説傑作選1 官能篇」1999年
  - 「煌めきの殺意 - 問題小説傑作選2 ミステリー篇」1999年
  - 「男たちのら・ら・ば・い - 問題小説傑作選3 ハード・ノベル篇」1999年
  - 「剣光、閃く! - 問題小説傑作選4 剣戟小説篇」1999年
  - 「闇の旋風 - 問題小説傑作選5 捕物帖篇」2000年
  - 「逢魔への誘い - 問題小説傑作選6 時代情恋篇」2000年
  - 「密やかな匂い - 問題小説傑作選7 秘悦篇」2000年
  - 「あやかしの宴 - 問題小説傑作選8 女流官能篇」2001年
  - 「耽溺（おぼ）れるままに - 問題小説傑作選9 女流官能篇」 2002年